# Calle del Concilio de Trento (Barcelona)
La calle del Concilio de Trento es una calle de los barrios de San Martín de Provensals y La Verneda y la Paz de Barcelona (España). Recibe su nombre por el Concilio de Trento, concilio ecuménico de la Iglesia católica desarrollado en periodos discontinuos durante 25 sesiones entre 1545 y 1563. Su nombre actual fue aprobado el 7 de julio de 1942. Aparece en el Plan Cerdá con la letra LL. La zona que ocupa fue edificada durante el franquismo con edificios de construcción pública para dar cabida a los llegados desde otras regiones de España. Enlaza con la calle de Extremadura (San Adrián de Besós) y transcurre paralela a la Gran Vía de las Cortes Catalanas y a la rambla de Guipúzcoa.